# Eleccions a les Corts Valencianes
Les eleccions a les Corts Valencianes són les eleccions autonòmiques en les quals els ciutadans de la Comunitat Valenciana trien els membres de les Corts Valencianes. Aquestes eleccions se celebren el quart diumenge de maig cada quatre anys. Les Corts Valencianes estan formades per noranta-nou parlamentaris. Les últimes eleccions a les Corts Valencianes es van celebrar el 2023.
Llistat de les eleccions a les Corts Valencianes:
- Eleccions a les Corts Valencianes de 1983
- Eleccions a les Corts Valencianes de 1987
- Eleccions a les Corts Valencianes de 1991
- Eleccions a les Corts Valencianes de 1995
- Eleccions a les Corts Valencianes de 1999
- Eleccions a les Corts Valencianes de 2003
- Eleccions a les Corts Valencianes de 2007
- Eleccions a les Corts Valencianes de 2011
- Eleccions a les Corts Valencianes de 2015
- Eleccions a les Corts Valencianes de 2019
- Eleccions a les Corts Valencianes de 2023